# Варгин
Варгин (біл. Варгін; від лит. varginti — мучити) — персонаж білоруської міфології, хатній дух — найстаріший кіт та цар й покровитель усіх котів та кішок. Він є страшним демоном, що забирається в будинки до людей і доводить їх до божевілля.

## Опис
Варгин це хатній дух — найстаріший кіт, а також цар та покровитель усіх котів та кішок. Завжди постає у вигляді кота величезного розміру, із чорною як смола, але неймовірно м'якою шерстю й з палаючими як полум'я очима золото-червоного забарвлення. Варгин здатний міфічно з'являтися й зникати навіть крізь зачинені вікна та двері. Він є одним з найстрашніших нічних демонів. Коли дух проникає в житло до нової жертви — він поступово починає зводити її з розуму, викликаючи психічні розлади, змушуючи сваритися з рідними, друзями та близькими, перетворюючи нещасного в соціального ізгоя і доводячи його тим самим до морального і фізичного виснаження. Після того, як Варгин остаточно доконає свою жертву — він може запустити їй цілий рій комах в голову, від чого та повільно і болісно гине. Він також здатний напускати в голови своїх жертв жахливі кошмари, які також, спрямовані на придушення волі нещасних та зведення їх з розуму.
Єдиною істотою, яка в силах зупинити й навіть знищити демона Варгина — є Чарівник.